# Cyberspace
Hoewel er bij de term cyberspace niet echt te spreken is over een objectieve definitie, wordt het vaak gebruikt om een elektronisch medium van computernetwerken aan te geven waarin communicatie plaatsvindt. Oftewel "de virtuele wereld van computers".

## Historie van de term
De term cyberspace is een combinatie van cybernetica en space (ruimte). Het werd voor het eerst gebruikt door William Gibson, een schrijver uit het cyberpunkgenre, in zijn verhaal Burning Chrome (1982) in het Amerikaanse magazine Omni. Dankzij het gebruik van de term in zijn latere boek Neuromancer (1984) kreeg de term bekendheid om vervolgens in de jaren 90 uit te groeien tot een synoniem voor het World Wide Web, vooral in de academische kringen.